# Rudolf Elvers
Rudolf Elvers (né le 18 mai 1924 à Plau et mort le 23 octobre 2011 à Berlin) est un musicologue et bibliothécaire allemand. Il est particulièrement concerné par le travail de Felix Mendelssohn Bartholdy.

## Carrière
Rudolf Elvers est le fils de marchands. Il étudie d'abord à l'école à Plau puis au lycée près de Waren an der Müritz. Pendant ses années de Wehrmacht dans la Seconde Guerre mondiale, il est capturé par les soldats soviétiques. Après son retour, il étudie en 1946 avec Walter Gerstenberg à Rostock et plus tard à l'Université libre de Berlin. En 1953, il obtient son doctorat avec une thèse sur les tempi dans la musique instrumentale de Mozart, puis travaille comme marchand de musique pour le Merseburger Verlag (de) à Berlin.
Elvers reste un collectionneur passionné tout au long de sa vie. Il constitue l'une des plus importantes collections de lettres autographes, de manuscrits et d'objets de Felix Mendelssohn Bartholdy et de sa famille, dont il fait don au Musée d'histoire de la ville de Leipzig (de) en 2009.
Au cours de ses années au département de musique de la Bibliothèque d'État de Berlin, il est responsable - en partie avec Hans-Günter Klein (de) - d'une série de catalogues qui sont maintenant considérés comme des ouvrages de référence standard, notamment ceux sur Jean-Sébastien Bach, Carl Philipp Emanuel Bach et la famille Mendelssohn.
Elvers travaille également comme critique musical pendant cette période et prépare plusieurs volumes d'une édition des lettres de Felix Mendelssohn Bartholdy, qui est publiée aujourd'hui par Bärenreiter-Verlag à Cassel.
Rudolf Elvers est enterré au cimetière Heerstrasse (département 19E).

## Travaux (sélection)
- Musikdrucker, Musikalienhändler und Musikverleger in Berlin 1750 bis 1850. Eine Übersicht. In: Georg von Dadelsen, Andreas Holschneider (de): (Hrsg.): Festschrift Walter Gerstenberg zum 60. Geburtstag. Möseler, Wolfenbüttel u. a. 1964, S. 37–44.
- Die Berliner Musikverlage im 19. Jahrhundert. In: Hellmut Kühn, Peter Nitsche (de) (Hrsg.): Bericht über den internationalen musikwissenschaftlichen Kongreß. Berlin 1974. Bärenreiter, Kassel u. a. 1980  (ISBN 3-7618-0592-6), S. 379–380.
- Berliner Musikverleger. In: Carl Dahlhaus (Hrsg.): Studien zur Musikgeschichte Berlins im frühen 19. Jahrhundert (= Studien zur Musikgeschichte des 19. Jahrhunderts. 56). Bosse, Regensburg 1980  (ISBN 3-7649-2188-9), S. 285–291.